# Luigi Mussini

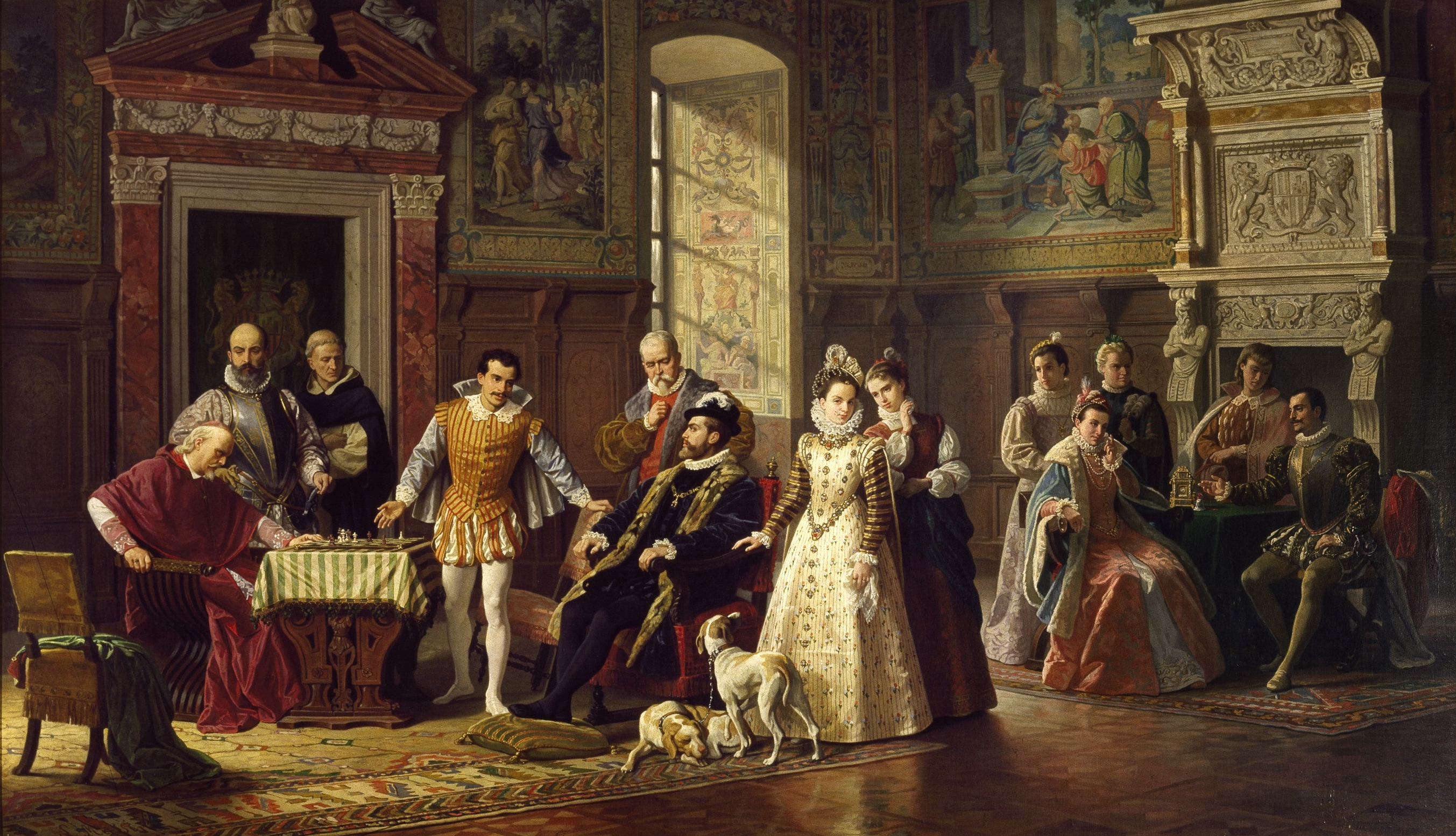
Sfida scacchistica alla corte del Re di Spagna ("Partida d'escacs a la cort del rei d'Espanya"), quadre que mostra Giovanni Leonardo ("Il Puttino") a la cort de Felip II de Castella, cap al 1575, pintura de Luigi Mussini (1883).

Luigi Mussini (19 de desembre de 1813 - 18 de juny de 1888) fou un pintor italià, vinculat especialment al moviment del Purismo i als Natzarens.

## Biografia
Mussini va néixer a Berlín, fill del compositor Natale Mussini, Kapellmeister a la cort de Prússia, i la seva muller Giuliana, música i cantant, filla del compositor Giuseppe Sarti. Va estudiar a l'Acadèmia de Belles Arts de Florència de Florència sota Pietro Benvenuti i Giuseppe Bezzuoli. Va començar a treballar amb el seu germà gran, Cesare Mussini, que també s'havia format a l'Acadèmia.
El 1840 va obtenir una beca que li va permetre de passar quatre anys a Roma estudiant pintura. Va trobar inspiració en els mestres del Quattrocento i el 1844 va obrir una escola a Florència, on entre els seus alumnes hi hagué Silvestro Lega i Michele Gordigiani.
El 1848 va ingressar com a voluntari patriòtic a la primera guerra d'independència italiana. Desil·lusionat pel resultat poc favorable, va marxar a París, on va freqüentar els estudis d'Ingres, Jean-Hippolyte Flandrin, William Haussoullier i d'altres artistes.
El 1852 va anar a Siena per ensenyar a l'Acadèmia de Bells Arts de la ciutat, on tingué entre els seus alumnes Angelo Visconti, Amos Cassioli, Cesare Maccari, Pietro Aldi i Alessandro Franchi.
La muller de Mussini, Luigia Mussini-Piaggio, també pintora, va morir el 1865 mentre donava a llum la seva filla Luisa Mussini qui més tard es casaria (i seria l'assistent) el 1893 d'Alessandro Franchi, exalumne del seu pare.
Entre les seves obres hi ha:
- Musca Sacra (1841)
- L Elemosina secondo il Vangelo
- I profanotori del Tempio
- Il trionfo della Verita
- I Parentali de Platone
- L'Eudoro and Cimodocea compare paganism to christianity
- Decamerone Senese